# ポンティヴィ
ポンティヴィ （フランス語:Pontivy、ブルトン語:Pondi）は、フランス、ブルターニュ地域圏、モルビアン県のコミューン。

## 地理

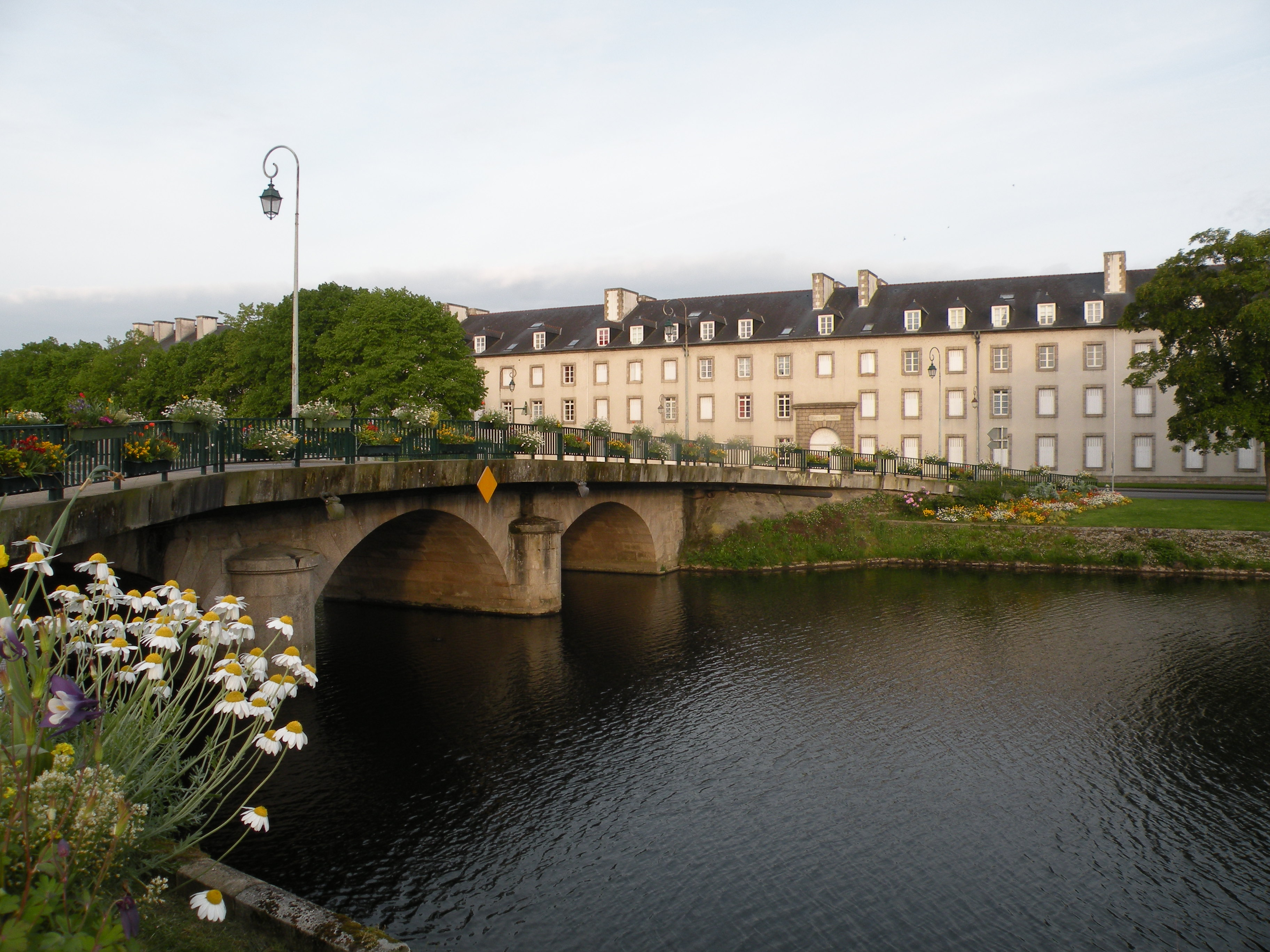
ブラヴェ川

ポンティヴィは、ブルターニュ中央部の重要な運河であるブラヴェ運河、ナント・ア・ブレスト運河の交差地点にある。

## 歴史
7世紀、ポンティヴィを基盤としていた修道士はのちの聖イヴィ（デイヴィッド）であった。彼はブラヴェ川に橋を架けた。そのためにコミューンの名はポン・ディヴィ（Pond Ivy、pondとはブルトン語で橋（pont）のこと）と呼ばれるようになった。
現在のロアン城は、1479年から1485年にかけジャン2世・ド・ロアンが建設させたものである。代々のロアン子爵たちはユグノーであり、彼らの礼拝堂は改宗したブルトン人たちの数少ないよりどころであった。16世紀終わり、城は事実上スペイン軍に占領された。ブルターニュ総督であり、カトリック派でギーズ家の親類であるメルクール公フィリップ・エマニュエル・ド・ロレーヌは、ユグノーであったブルボン公アンリ（のちのアンリ4世）を王として承認することを拒んだ。彼はスペイン王の協力を求めたのである。ロアン家が新教信仰を捨ててから、礼拝堂は再びカトリックのものとなった。20世紀になって復興が行われ、1972年に礼拝堂は新教の礼拝堂へ替えられた。
1789年三部会後、王制廃止の知らせをポンティヴィは熱狂的に受け入れた。1804年11月より、コミューンの名はナポレオンヴィル（Napoléonville）と変えられた。第一執政のため、10年近く続いた内戦に悩まされた地域の平和と文明化を行うこととなった。知事ジュリアン・ド・ビドンはコミューンの新たな建築物を担当した。ポンティヴィは広々とした大通りで舗装され、庭園で飾られた現代都市となった。多くの通りはその後、帝政時代のハイライトとなった。1808年には、レンヌ、ナントに次いでブルターニュで三校目の帝立リセが開校した。ポンティヴィのリセはモルビアン県のフィニステール県の生徒のものだった。
1814年から1815年までの短期に終わった第一回ブルボン王制復古の間、コミューンの名はブルボンヴィル（Bourbonville）となった。ルイ18世の即位後再びポンティヴィへ戻り、ナポレオン3世時代には再びナポレオンヴィルとなった。1870年以降、ポンティヴィとなっている。

## 文化
2004年8月4日、コミューン議会はブルトン語の日常的な使用を奨励するYa d'ar brezhoneg憲章の批准を可決した。
2007年9月、コミューンの学童のうち11.8%がブルトン語とフランス語の二言語で授業を行う学校に在籍していた。

## 姉妹都市
- タヴィストック、イギリス
- ヴェッセリンク、ドイツ
- ナポレオンビル、アメリカ合衆国
- ラ・ロッシュ＝シュル＝ヨン、フランス